# Ottawa (tribu)

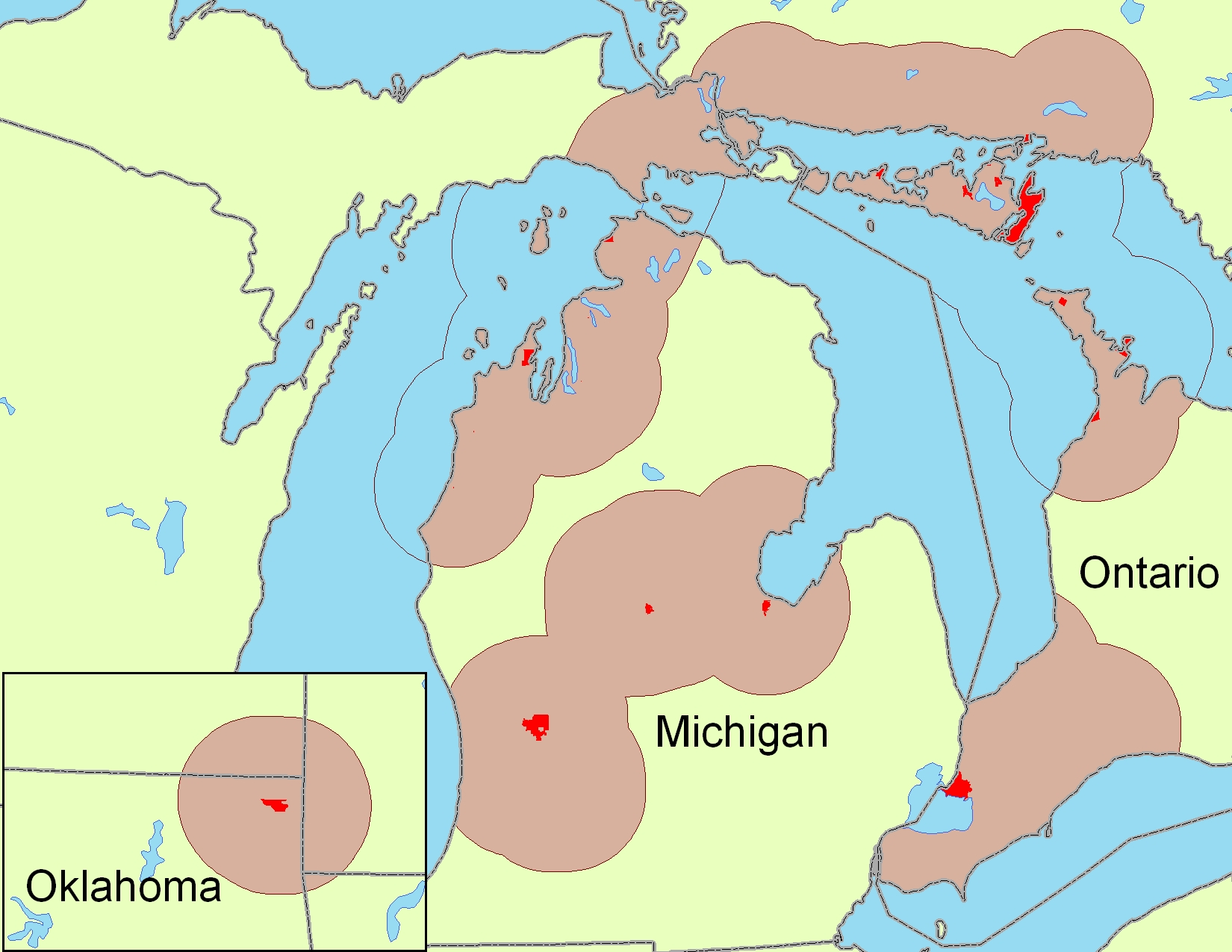

Los ottawa son una tribu de indígenas  algonquinos, cuyo nombre proviene de adaawe “comerciante” o de ahtuhwuh.

## Localización
Originariamente vivían en los márgenes de los ríos Ottawa y French, en la bahía Georgiana, en la orilla septentrional del lago Hurón y al norte de Míchigan. Actualmente viven en Ontario, Kansas y Oklahoma.

## Demografía
Su número se ha mantenido muy estable a lo largo de los años. En 1940 había unos 5.000 individuos. En 1990 eran 2.500 en Ontario, 1050 en Míchigan y Kansas y 450 en Oklahoma. Sin embargo, su lengua, según Sebeok, solo era hablada por 100 individuos en 1962.
En 1996 había 7.386 ottawa registrados en Canadá, en la reserva Wikwemikong de Ontario, de 55.781 hectáreas.
Según datos de la BIA de 1995, en la reserva Ottawa de Oklahoma vivían 458 individuos (1.960 en el rol tribal), en la de Little River Band (Míchigan) viven 950 (1.141 en el rol tribal) y en la de Little Traverse Band (Míchigan) 742 (2.061 en el rol tribal). Según el censo de los EE. UU. de 2000, había 10.667 ottawa en los EE. UU.

## Costumbres
Para defenderse de los sioux y de la Confederación iroquesa, su mitología les hace descendientes de tres héroes: Michabou (la gran liebre), Namepich (la carpa) y Bear’s Paw (garra de oso).
Tenían fama de ser buenos comerciantes, y se dedicaban como intermediarios en el comercio intertribal dentro del círculo comercial hurón. Sus canoas llegaban hasta Green Bay (Wisconsin) y Quebec, donde compraban maíz, tabaco, aceite de girasol, hierbas medicinales y pieles.
Eran semisedentarios como los chippewa, vivían en casas de corteza de abedul formando aldeas en verano, y en invierno se dividían en grupos familiares para cazar. Las mujeres se dedicaban a plantar y recoger arroz silvestre y azúcar de arce, mientras que los hombres cazaban y pescaban.
Sus aldeas estaban situadas cerca de aguas navegables en canoa y estaban fortificadas con empalizadas.
En el siglo XVII comprendían cuatro o cinco divisiones mayores, Kishkakon, Sinago, Keinouche, Nassauaketon y Sable, subdivididas en bandas locales; se cree que tenían clanes distribuidos entre las bandas.
También celebraban el Midewiwin o Gran Sociedad de Medicina, organización secreta donde los miembros de la misma se creían capaces de proporcionar bienestar a la tribu y curar la melancolía. Eran importantes en las ceremonias los amuletos medicinales sagrados y otros objetos mágicos. Se regían por Enandahgwad (La ley del orden).
Las ciudades ottawa eran Aegakotcheising, Anamiewatigong, Apontigoumy, Machonee, Manistee, Menawzhetaunaung, Meshkemau, Michilimackinac, Ciudad Media, Obidgewong, Oquanoxa, Roche de Boeuf, Saint Simon (misión), Shabawywyagun, Tushquegan, Waganakisi, Walpole Island, Waugau y Wolf Rapids.

## Historia
Al principio formaban un solo bloque con chippewa y potawatomi, pero se separaron de ellos en Mackinaw (Míchigan), y fueron localizados por primera vez en la isla Manitoulin. En 1615, el francés Samuel de Champlain encontró 300 “les cheveux reoluez”.
Desde un inicio se aliaron con los wemitigoozhiwag (franceses) y los hurones en 1648, y por esto fueron desplazados hasta Green Bay por los iroqueses y dakotas, y se establecieron con los potawatomi en Keweewaw Bay después de que los iroqueses destruyeran el círculo comercial de los hurones en 1660. Aun así, en 1670, protegidos por los franceses, volvieron a Manitoulin.
Su jefe, Pontiac (1720-1769), de nombre OBWÉNDIYAG, fue jefe de la confederación ottawa-chippewa-potawatomi-miami en 1755, cuando estalló la guerra franco-india; en 1760 ayudaría a los franceses contra los ingleses y ocupó Michilimanack, Sandusky, Sault Sainte Marie, Le Boeuf, Green Bay y otras fortificaciones hasta la paz de 1763, por la cual los franceses abandonaban América del Norte. 
Entonces, influido por el predicador lenape Neolin, el 5 de mayo de 1763 reunió el Consejo de las 18 Naciones y afirmó que el enemigo de los indios era el inglés y que era necesario unirse contra él con un caudillo religioso y guerrero al frente. 
Hizo la guerra por su cuenta con un proyecto panindio que le ayudó a tomar Ft. Sandusky, Saint Joseph, Miami, Ouiatenon, Michilimackinack, Venango, Le Boeuf, Edward Augustus y Presqu’ile. Venció a los ingleses en Point Pelée (lago Erie) y bloqueó Detroit, donde mató a 56 blancos, y a 54 más en Bushy Run. Pero la falta de apoyo y las disensiones internas le obligaron a firmar la paz de Oswego en 1766. Murió asesinado en Cahokia por un indio illinois pagado por unos comerciantes ingleses.
A la muerte de Pontiac reconocieron como jefe supremo panindio al guerrero miami Little Turtle, que se enfrentaría a ingleses y revolucionarios americanos, y posteriormente al shawnee Blue Jacket, que se vio obligado a ceder tierras a los norteamericanos en 1785 y en 1789, y tras la desastrosa derrota de Fallen Timbers, por el Tratado de Greeneville de 1795. En 1809 enviaron delegaciones desesperadas a Washington denunciando su situación, y como no se les hizo caso, también darían apoyo al proyecto panindio de Tecumseh hasta la derrota de Tippecanoe (1811), y ayudaron a los ingleses en la Guerra de 1812, dirigidos por los ogimaag (líderes) Asiginaak (Mirlo), Makade-binesi (Halcón Negro), Giizhigo-binesi (Ave de Día), Mookomaanish (Cuchillote) y Ishkwaagonaabi (Mirar Atrás), defendiendo los campamentos de Maumee y Niagara, hasta que en 1817 firmaron la paz con los EE. UU. Otro jefe, Negwagon, dio apoyo a los EE. UU.
Por el Tratado de 1817, sus tierras no serían sometidas a impuestos, y por el del 3 de agosto de 1795 obtuvieron libertad de caza en tierras cedidas a los EE. UU.
En 1836 la mayor parte del grupo vendió a los EE. UU. los 49.000 acres que tenían en Maumee (Ohio) y se trasladó a Kansas; una parte de ellos en 1870 a Territorio Indio (Oklahoma). En 1862 consiguieron mediante un tratado recuperar Manitoulin.
En Canadá han aportado personajes como los artistas Daphne Odjig, Leland Bell y Jim Mishibinijima, los actores Leroy Peltier y Cheyenne Kitchikeg, el jugador de hockey Chris Simon/ Mishibinijima y el escritor Wilfred Pelletier. En los EE. UU. el caudillo y escritor Andrew Jackson Blackbird.